# Erik Zürcher
Erik Zürcher (Utrecht, 13 september 1928 - Warmond, 7 februari 2008) was een Nederlandse sinoloog.
Van 1962 tot 1993 was hij hoogleraar in de geschiedenis van Oost-Azië aan de Rijksuniversiteit Leiden en tussen 1975 en 1990 tevens directeur van het aldaar gevestigde Sinologisch Instituut. In het Chinees luidde zijn naam Xǔ Lǐhé (許理和).

## Levensloop
Tussen 1947 en 1953 studeerde hij sinologie en boeddhologie in Leiden en Parijs. Hij specialiseerde zich in Chinese religies. In 1959 promoveerde hij op The Buddhist conquest of China, nog steeds een standaardwerk. In 1962 werd hij hoogleraar in de geschiedenis van Oost-Azië, in het bijzonder het Chinese boeddhisme, Chinese reacties op het christendom en vroege relaties tussen China en de buitenwereld.
Hij was lid van de Koninklijke Nederlandse Akademie van Wetenschappen en Associé van de Académie des Incriptions et des Belles Lettres van het Institut de France. Ook was hij drager van de Eremedaille voor Kunst en Wetenschap in de Huisorde van Oranje en ridder in de Orde van de Nederlandse Leeuw.
Zijn zoon Erik-Jan Zürcher is emeritus hoogleraar Turkse talen en culturen aan de Rijksuniversiteit van Leiden.